# Омельянюк, Владимир Степанович
Владимир Степанович Омельянюк (бел. Уладзімір Сцяпанавіч Амельяню́к; 20 мая 1917, Дно, Псковская губерния — 26 мая 1942, Минск) — участник минского подполья в годы Великой Отечественной войны, Герой Советского Союза (1965).

## Биография
Родился в посёлке Дно (ныне — город в Псковской области). Окончил четыре курса Коммунистического института журналистики имени С. М. Кирова в Минске, работал литературным сотрудником в газете «Пионер Белоруссии». Встретив войну на практике в Белостоке, Омельянюк добрался до Минска и вошёл в состав подпольного Минского горкома ВКП(б).
Активно участвовал в диверсионной деятельности, во главе группы подпольщиков организовывал побеги советских военнопленных из немецких лагерей, устанавливал связи с другими подпольщиками и партизанами, передавая им похищенное у оккупантов оружие и амуницию. Установив у себя дома радиоприёмник, Омельянюк принимал сводки «Совинформбюро» и распространял их среди населения. С мая 1942 года стал редактором газеты подпольного Минского горкома ВКП(б) «Звязда», которая тайно набиралась в немецкой типографии. Первые же выпуски заставили оккупантов начать поиски редакции с привлечением провокаторов и агентов. 26 мая 1942 года в Связном переулке в Минске Омельянюк был убит одним из таких провокаторов. Его гибель не привела к прекращению выпуска «Звязды», которая продолжала исправно выходить.

## Награды и звания
Указом Президиума Верховного Совета СССР от 8 мая 1965 года «в канун 20-летия Победы советского народа над фашистской Германией за образцовое выполнение заданий командования в борьбе против немецко-фашистских захватчиков в тылу противника и проявленные при этом отвагу и геройство» Владимир Омельянюк посмертно был удостоен звания Героя Советского Союза. Также посмертно был награждён орденом Ленина.

## Память

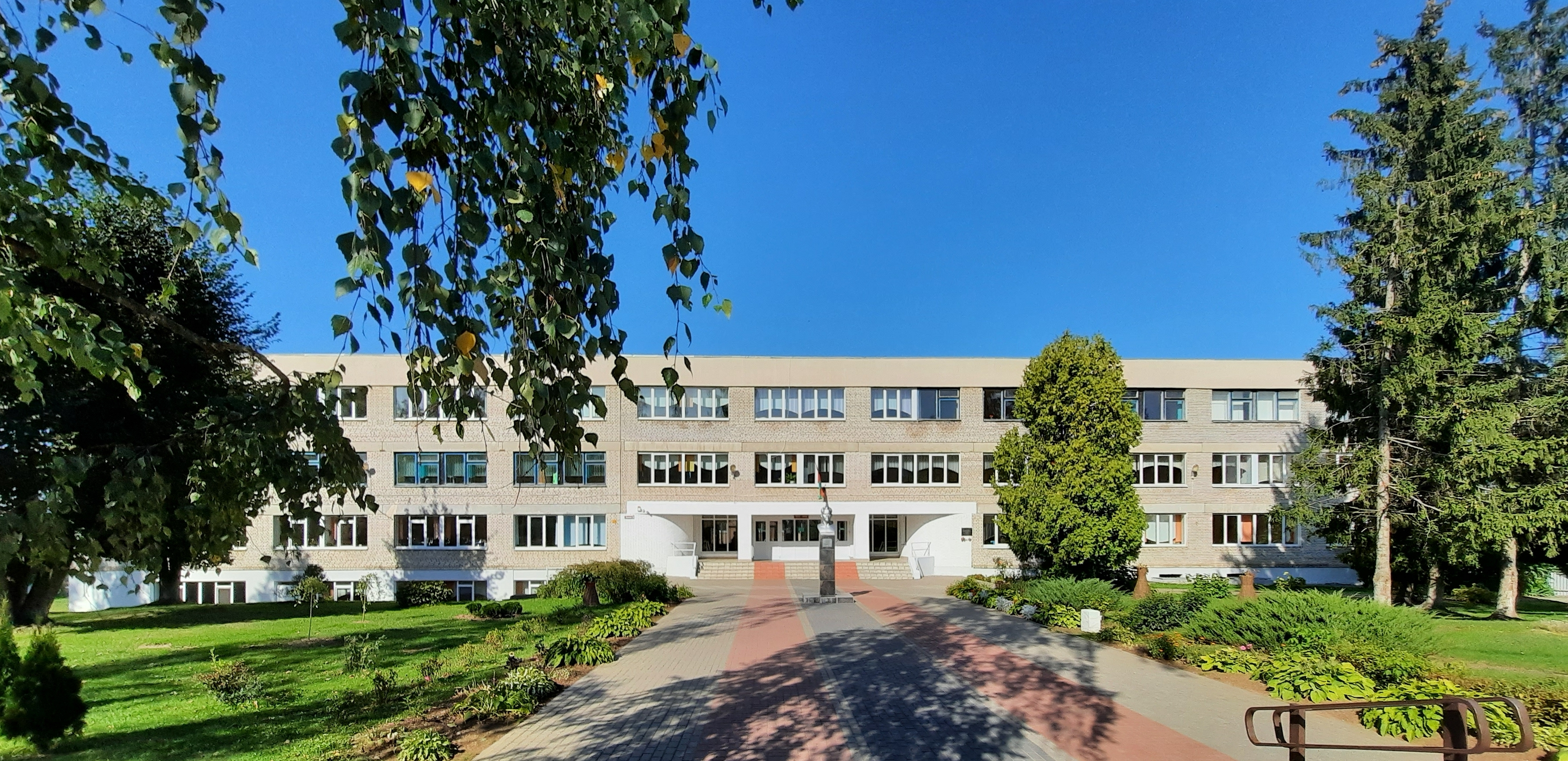
Бюст В. С. Омельянюка перед зданием средней школы в аг. Самохваловичи

В честь Омельянюка названы улицы в Минске, Дзержинске, Дно.
В Минске, неподалеку от места, где погиб В. С. Омельянюк, установлен памятный знак, а на доме, где он жил, — мемориальная доска.
9 мая 1974 года в Самохваловичах Минского района Минской области Белоруссии установлен бюст.
Экспозиции представлены в Белорусском государственном музее истории Великой Отечественной войны и школьном музее ГУО "Самохваловичская средняя школа".

## В кинематографии
В 1970 году на киностудии «Беларусьфильм» был снят телесериал «Руины стреляют…»; роль Омельянюка исполнил Владимир Поночевный.